# Challenger (videojuego)
Challenger (チャレンジャー Charenjā?) es un videojuego desarrollado y publicado por Hudson Soft en 1985 para Nintendo Famicom.

## Adaptación
- Challenger, fue adaptado en el tomo 1 del manga Hisshō Technique Kan Peki-ban.
- Challenger, Marie y Don Waldorado de Challenger aparece en el capítulo 13 del manga Famicom Rocky.
- Challenger aparece como un breve cameo en el capítulo 3 del manga Famicom Wolf.
- Challenger fue adaptado en el capítulo 9 del manga Famicom Funji.
- En el capítulo 1 del manga Warera Hobby's Famicom Seminar, aparece como un traje del personaje Challenger.
- Un comic titulado Challenger: Hihō yo Eien ni!, fue como parte de la serie Adventure Hero Books por Keibunsha.